# Square Deal Sanderson
Square Deal Sanderson er en amerikansk stumfilm fra 1919 af Lambert Hillyer og William S. Hart.

## Medvirkende
- William S. Hart som Square Deal Sanderson
- Ann Little som Mary Bransford
- Frank Whitson som Alva Dale
- Lloyd Bacon som Barney Owen
- Edwin Wallock som Maison